# Helmut Schiff
Helmut Schiff   (Bratislava, 30 de gener de 1918 - Linz, 20 de desembre de 1982) Helmut Adalbert Josef Schiff va ser un compositor i professor de música austríac.

## Biografia
Després d'estudiar filosofia i musicologia a la Universitat de Praga i a la Universitat de Bratislava (1936 a 1938), va estudiar piano de 1939 a 1943 a l'Acadèmia de Música i Teatre Felix Mendelssohn Bartholdy de Leipzig amb Robert Teichmüller i Felix Petyrek i amb Johann Nepomuk David, composició. A més, el 1941 també va estudiar piano a l'Acadèmia de Música de Viena amb Emil von Sauer i va ensenyar a l'Escola de Música de Leipzig.
Es va casar amb Helga Riemann del 1944 al 1977. La parella va viure a Hamburg des del 1944, interrompuda per una estada laboral de sis anys (1953-1959) fins als anys setanta, primer a Gmunden i després a Altmünster.
El matrimoni va donar com a resultat els fills Hans Christian (* 1949) i Heinrich Schiff (1951-2016). Després del divorci el 1977, Helmut Schiff va viure a Linz fins a la seva mort el 1982.
Helmut Schiff va ensenyar teoria musical i piano al Conservatori Bruckner des de 1946 fins a la seva mort el 1982, amb interrupcions a causa de l'ocupació a les escoles de música i secundària.
El seu patrimoni és administrat per la biblioteca del Conservatori Bruckner, amb subvencions i premis en diners que es paguen anualment.

## Treballs
Les seves obres inclouen quatre simfonies, nombrosos concerts, peces per a piano, música de cambra i cors. Helmut Schiff pertanyia a l'associació d'artistes MAERZ.

## Premis
- Premi de Promoció de l'Art de l'Estat de l'Alta Àustria (1963)
- Títol professional Professor (1965)

## Alumnes
- Helmut Rogel
- Helmut Eder